# Bill & Ted's Bogus Journey
Bill & Ted's Bogus Journey (conocida en Argentina como Bill y Ted 2, en México como El alucinante viaje de Bill y Ted y en España como El viaje alucinante de Bill y Ted) es una película cómica de aventura y ciencia ficción estadounidense de 1991, dirigida por Peter Hewitt y protagonizada por Keanu Reeves, Alex Winter y George Carlin. Es la secuela de Bill & Ted's Excellent Adventure. Fue titulada anteriormente como Bill & Ted Go To Hell.

## Argumento
En el futuro, Rufus se encarga de dar una clase cuando su exmaestro aparece con la determinación de matar a Bill y Ted, para que él termine siendo el gobernador máximo. Mientras, en el pasado, Bill y Ted están celebrando el cumpleaños de sus novias y pensando en cómo salvar su banda, porque ellos aún no tocan bien. Luego, llegan unos robots haciendo pasar por sus otros yo del futuro, idénticos a ellos, para después matarlos tirándolos de un risco. Supuestamente mueren pero logran engañar a la muerte y ahora están en una travesía para saber como revivir, salvar a sus novias y derrotar al futuro del dictador.

## Reparto
- Alex Winter es William "Bill" S. Preston, Esq. / Malvado Bill
- Keanu Reeves es Ted "Theodore" Logan / Malvado Ted.
- Joss Ackland es De Nomolos.
- William Sadler es La Muerte.
- George Carlin es Rufus.
- Pam Grier es Sra. Wardroe
- Annette Azcuy es Elizabeth.
- Sarah Trigger es Joanna.